# 기독교인
기독교인(基督敎人), 기독교도(基督敎徒), 기독인(基督人) 또는 그리스도인(영어: Christian)은 기독교를 믿는 사람, 다시 말해 구약성경에서 예언된 메시아가 예수라고 해석하는 제자들이 기록한 문서를 복음으로 하는 종교를 믿는 사람을 통틀어 일컫는 말이다.
대한민국에서 기독교인은 2015년 기준으로 전체 인구의 28%에 근접한 1,340여 만명이다. 이 중에서 개신교는 대한민국 인구의 20%(970여 만명)로 보통 개신교인으로 부르며, 천주교는 인구의 8%(380여 만명)로 보통 가톨릭교인, 천주교인 등으로 불린다.

## 명칭의 유래
신약성서에서는 그리스도인이라는 이름이 터키 안티오케이아 교회 신도들을 본 사람들에 의해 처음 그리스도인(크리스티아노스)이라고 불렀다고 한다. 하지만 성 바울과 성 바르나바가 살던 시대에 기독교는 나사렛 사람들로 불리던 유대교의 작은 공동체였지 독립된 종교가 아니었다. 다른 말로는 크리스천, 그리스도인, 그리스도 교인, 예수교인 등으로 불리는데, 이들의 뜻은 모두 같다. 그리스도인의 삶을 살아가는 자가 예수를 따르고 진정 믿는자이다. 라틴어로는 Chrstianus(,-is:기독교인의)라고 한다.

## 기독교 인구
21세기 기독교 인구는 26억 명이다. 전 세계 인구의 1/4~1/3을 차지하며 이는 약 38,000개의 기독교 종파를 아우르는 전 세계에서 가장 큰 종교로 볼 수 있다. 기독교인들은 약 100년에 걸쳐 전 세계 인구의 약 33%를 차지해오고 있다.

전 세계 기독교인의 비율

## 같이 보기
- 기독교권
- 기독교로의 개종
- 초기 기독교

## 참조
1. 1 2 3  2015년 통계청 인구통계
2. ↑  사도행전 11장 25~26절.
3. ↑  33.2% of 6.7 billion world population (under "People") “World”. CIA world facts. 2010년 1월 5일에 원본 문서에서 보존된 문서. 2013년 9월 22일에 확인함.
4. ↑  “The List: The World's Fastest-Growing Religions”. foreignpolicy.com. 2007년 3월. 2010년 1월 25일에 원본 문서에서 보존된 문서. 2010년 1월 4일에 확인함.
5. ↑  “Major Religions Ranked by Size”. Adherents.com. 2013년 6월 22일에 원본 문서에서 보존된 문서. 2009년 5월 5일에 확인함.
6. ↑  Hinnells, The Routledge Companion to the Study of Religion, p. 441.